# Équilly
Équilly – miejscowość i gmina we Francji, w regionie Normandia, w departamencie Manche.
Według danych na rok 1990 gminę zamieszkiwało 116 osób, a gęstość zaludnienia wynosiła 21 osób/km² (wśród 1815 gmin Dolnej Normandii Équilly plasuje się na 770. miejscu pod względem liczby ludności, natomiast pod względem powierzchni na miejscu 840.).